# Keisuke Funatani
Keisuke Funatani (船谷 圭祐?, Funatani Keisuke; Matsuzaka, 7 gennaio 1986) è un ex calciatore giapponese, di ruolo centrocampista.

## Palmarès

### Club

#### Competizioni internazionali
- Coppa Suruga Bank: 1

Júbilo Iwata: 2011